# Psychrophrynella usurpator

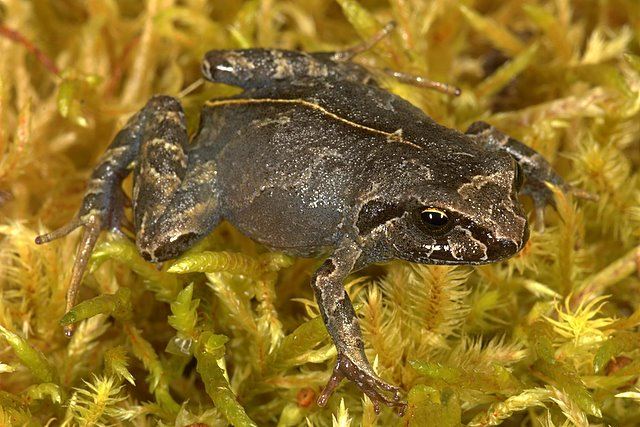
Psychrophrynella usurpator es una especie de anfibio anuro de la familia Craugastoridae.

## Distribución geográfica
Esta especie es endémica de la provincia de Paucartambo en la región de Cuzco, Perú. Habita entre los 2800 y 3500 m sobre el nivel del mar en el Abra Accanacu en la cordillera de Paucartambo.

## Publicación original
- De la Riva, Chaparro, & Padial, 2008: A new, long-standing misidentified species of Psychrophrynella Hedges, Duellman & Heinicke from Departamento Cusco, Peru (Anura: Strabomantidae). Zootaxa, n.º 1823, p. 42-50.[6]